# Tabula
Tabula (лат.) — род жуков из семейства щелкунов. Название происходит от лат. tabula — «доска»
. Эндемичен для острова Мадагаскар. У этих жуков очень уплощенная в дорсо-вентральном направлении форма тела, что позволяет им обитать в листовых пазухах равеналы — «дерева путешественников».

## Виды
В роде 3 вида:
- Tabula depressissima Fleutiaux, 1899typus — длина 14—15 мм, наибольшая ширина тела около 3 мм; переднеспинка широкая, у самцов в ширину больше, чем в длину, в передней части несколько шире, чем в задней, почти прямоугольная, с угловатыми боковыми выступами в передней части, у самок более закругленная и вытянутая; усики и ноги кирпичного цвета.
- Tabula grandchampi Fleutiaux, 1935 — длина 16 мм; переднеспинка вытянутая, в длину заметно больше, чем ширину, в задней части значительно шире, чем в передней; усики и ноги черные, лапки кирпичного цвета.
- Tabula pauliani Mouchet, 1952 — длина 12—13,5 мм, наибольшая ширина 3,5 мм; переднеспинка практически одинакового размера в длину и ширину, равной ширины спереди и сзади, в передней части закругленная; надкрылья с широкой светло-коричневой продольной полосой.